# Литвинів
Литви́нів — село в Україні, у Підгаєцькій міській громаді Тернопільського району Тернопільської області. Розташоване в північно-західній частині району, на річці Золота Липа. До 1990 року належало до Бережанського району.
Поштове відділення — Литвинівське. Річка Золота Липа поділяє село на дві частини: власне Литвинів і Застав'я (Заставче). До Литвинова належать хутори: Старий Литвинів, Липи, Морґи, Ланки та Скрути.
Населення — 909 осіб (2001).

## Історія
Село Литвинів належить до найдавніших поселень Підгаєччини. Поблизу села виявлено археологічні пам'ятки давньоруської культури — залишки городища з XI–XIII ст., а також хроніки та записи з попередніх віків. Можна припустити, що Литвинів був у давні часи містечком, яке після багаторазового знищення татарами не відбудувалося, а залишилося селом.
Перша писемна згадка — 8 лютого 1440 року у протоколах галицького суду. 2 травня 1476 року — фундаційна грамота на костел дідича Яна Бучацького-Литвинівського, сина теребовельського старости Яна (Івана) Бучацького). У 15 ст. мало статус містечка. У XIV–XV ст. маєтки навколо Литвинова посідала могутня родина Бучацьких гербу Абданк. Ян (Іван) Бучацький зробив запис на костел і парафію при ньому. Будівництво костелу датується 1476 роком. Пізнішими дідичами села були Мушинські, Янковські, наприкінці XIX ст. — Літинські.
Про Литвинів, українське містечко, що його, під час одного з численних татарських нападів, повністю спалено, мешканців вирізано або забрано в ясир, збереглася згадка 1476 р. В одних джерелах вказується, що в період Галицько-Волинської держави був заснований недалеко села монастир оо. Василіян.
Згадок про існування церкви до середини XVIII ст. в доступних нам джерелах не зафіксовано. Серед мешканців побутує думка, що невелика дерев'яна церква була кілька раз спаленна татарами, тому, можливо, відбудовувалась на новому місці. З 1842 року розпочинає свою історію теперішня церква с. Литвинів.
Отже, особливості історичного розвитку села полягають, насамперед, у тих традиціях, що передавались з покоління в покоління ще з часів Галицько-Волинської держави, коли поблизу села був замок нащадків Данила Галицького. Ці традиції увібрали в себе чернечий дух одного з найбільших монастирів на території України, і проявилася, зокрема, у непокорі панам у зв'язку з вимогою дідичів зруйнувати монастирські стіни. Особливості розвитку даної території сприяли консолідації місцевого населення, що відбилося на подальшому ході історичних подій місцевості.
У 1909–1944 роках селом проходила залізниця Львів — Підгайці.
Діяли «Просвіта», «Сільський господар» та інші українські товариства.
12 червня 2020 року, відповідно до розпорядження Кабінету Міністрів України № 724-р «Про визначення адміністративних центрів та затвердження територій територіальних громад Тернопільської області» увійшло до складу Підгаєцької міської громади.
19 липня 2020 року, в результаті адміністративно-територіальної реформи та ліквідації Підгаєцького району, село увійшло до складу Тернопільського району.

## Пам'ятки
- церква Різдва Пресвятої Богородиці (1842, кам'яна),
- костел (1930-ті рр, кам'яний),
- збереглися залишки:
  - монастиря Чину святого Василія Великого (15 ст.)
  - моста залізниці Львів — Підгайці.
- хрест скасування панщини 1848 р.,
- встановлено пам'ятні хрести на місті хати Г. Драбата (1992) і проголошення незалежності України (1993),
- насипано символічний курган
- пам'ятник воїнам-односельцям, полеглим у німецько-радянській війні (1967).

## Соціальна сфера
Діють загальноосвітня школа I–III ступенів, клуб, бібліотека, ФАП, лісомисливське господарство.

## Відомі люди

### Народилися
- діячі ОУН і УПА Василь Бей та М. Хома, діяч ОУН
- Григорій Драбат - український журналіст, редактор журналу «Визвольний шлях»
- Іван Кураш  (1985—2018) — старший солдат Збройних сил України, учасник російсько-української війни[5].
- Богдан Заставецький - український науковець, географ, ТНПУ ім. В Гнатюка
- доцент, канд. філос.наук ТНМУ імені I. Я. Горбачевського Галина Паласюк (Мороз)
- Диригент, музикант, вчитель М. В. Профецький
- Директор Підгаєцької ДМШ Задорожний В. М.
- Мирослава Хмурич - Директор Тернопільської ОДБ для дітей і юнацтва. За іншими даними народилася в с. Денисів[6].
- вчилися поетеса Оксана Сенатович та член спілки письменників України М. Пшенишняк
- проживає член Спілки художників України Б. Дячук

## Галерея

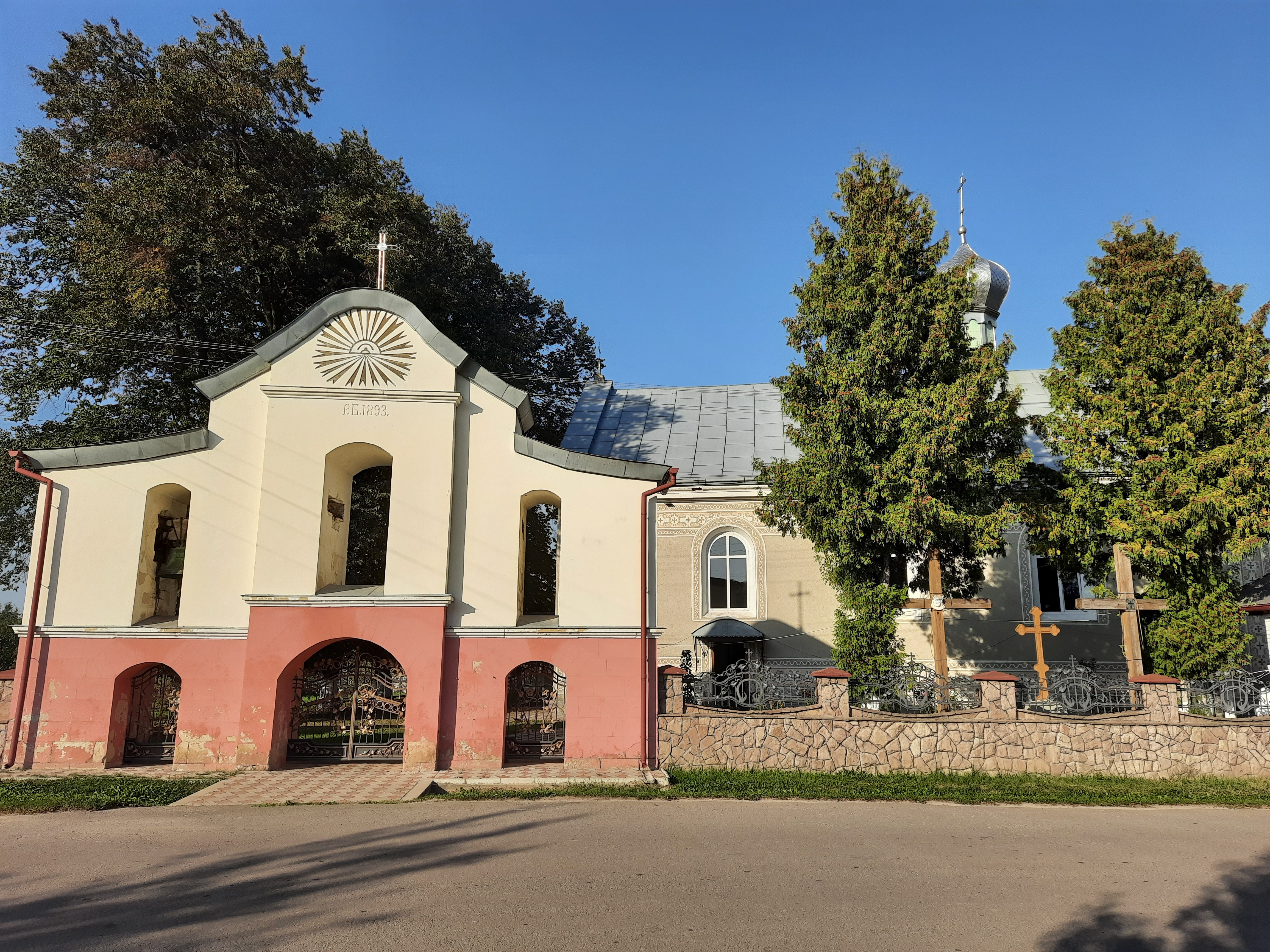
Церква Різдва Пресвятої Богородиці
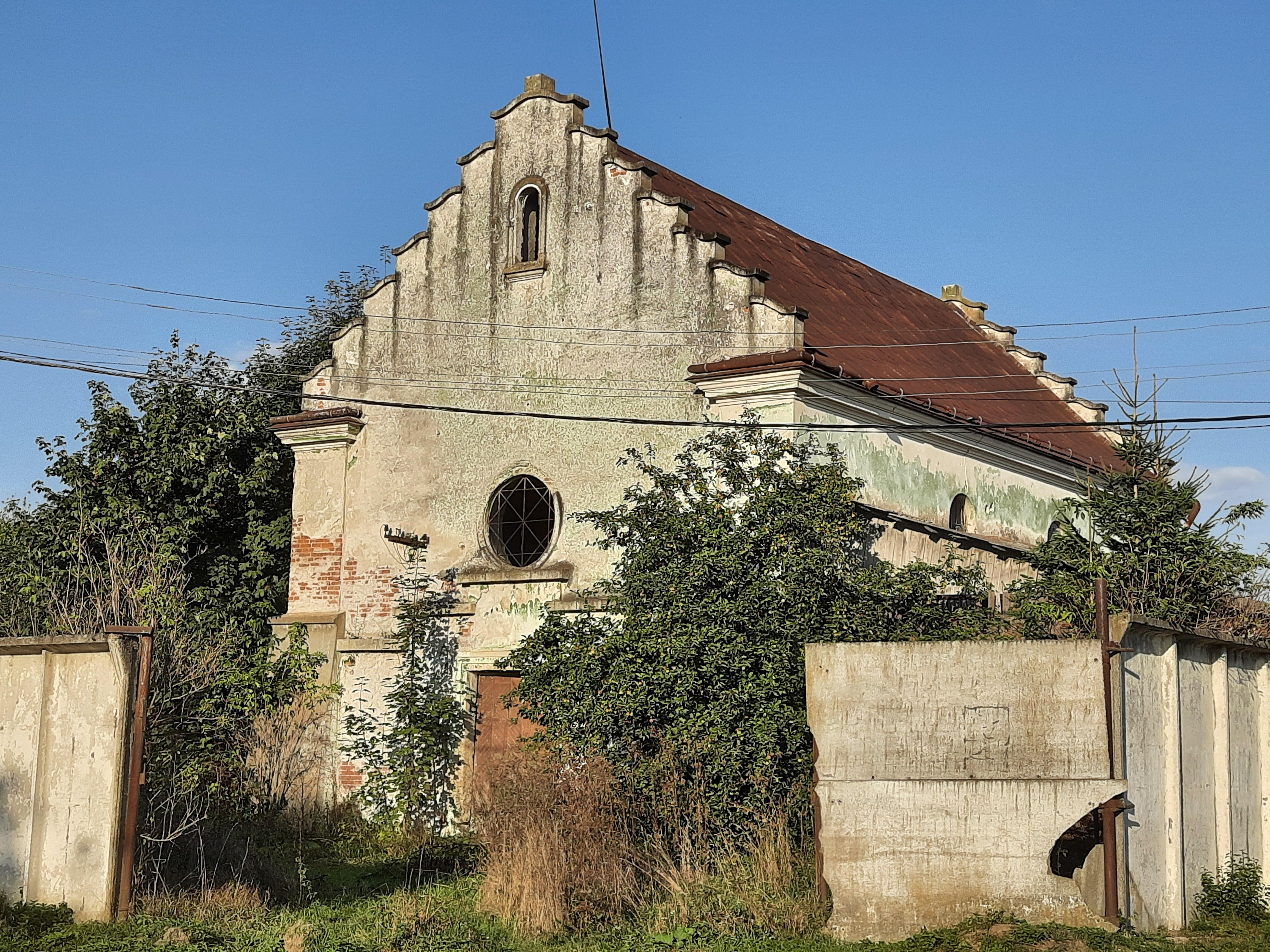
Костел (1930-ті рр)
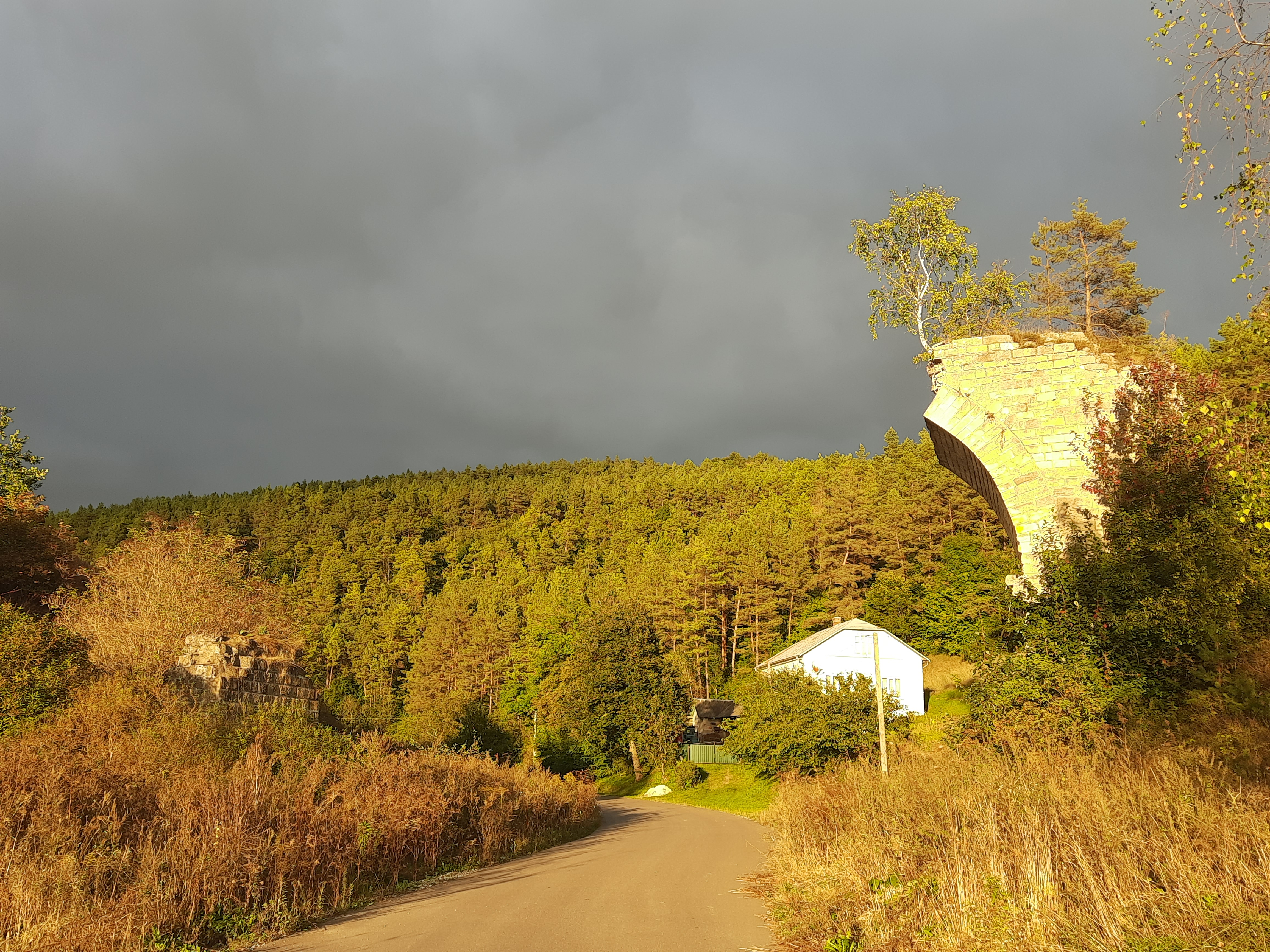
Руїни старого моста
Школа
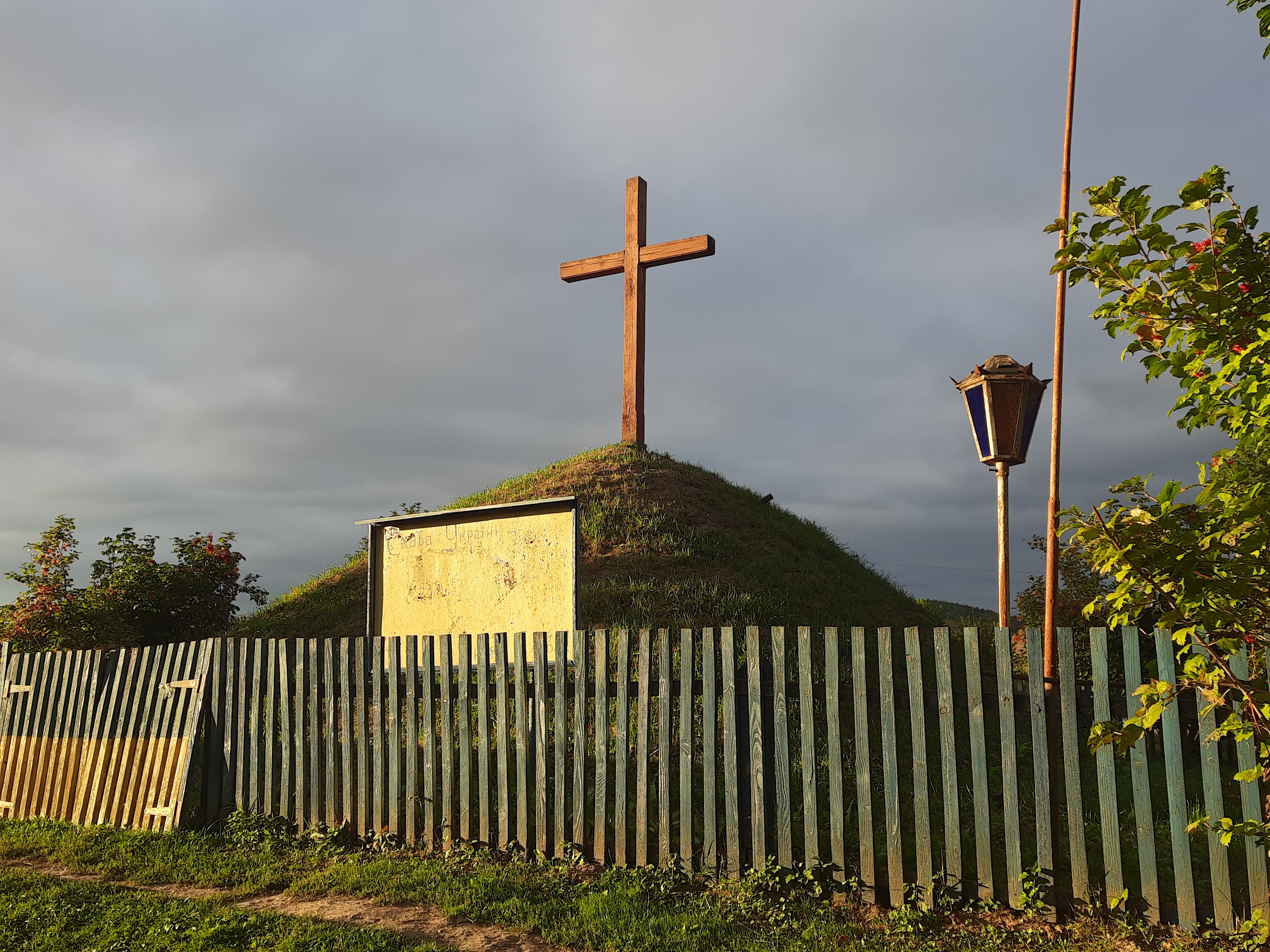
Символічна могила Борцям за волю України.
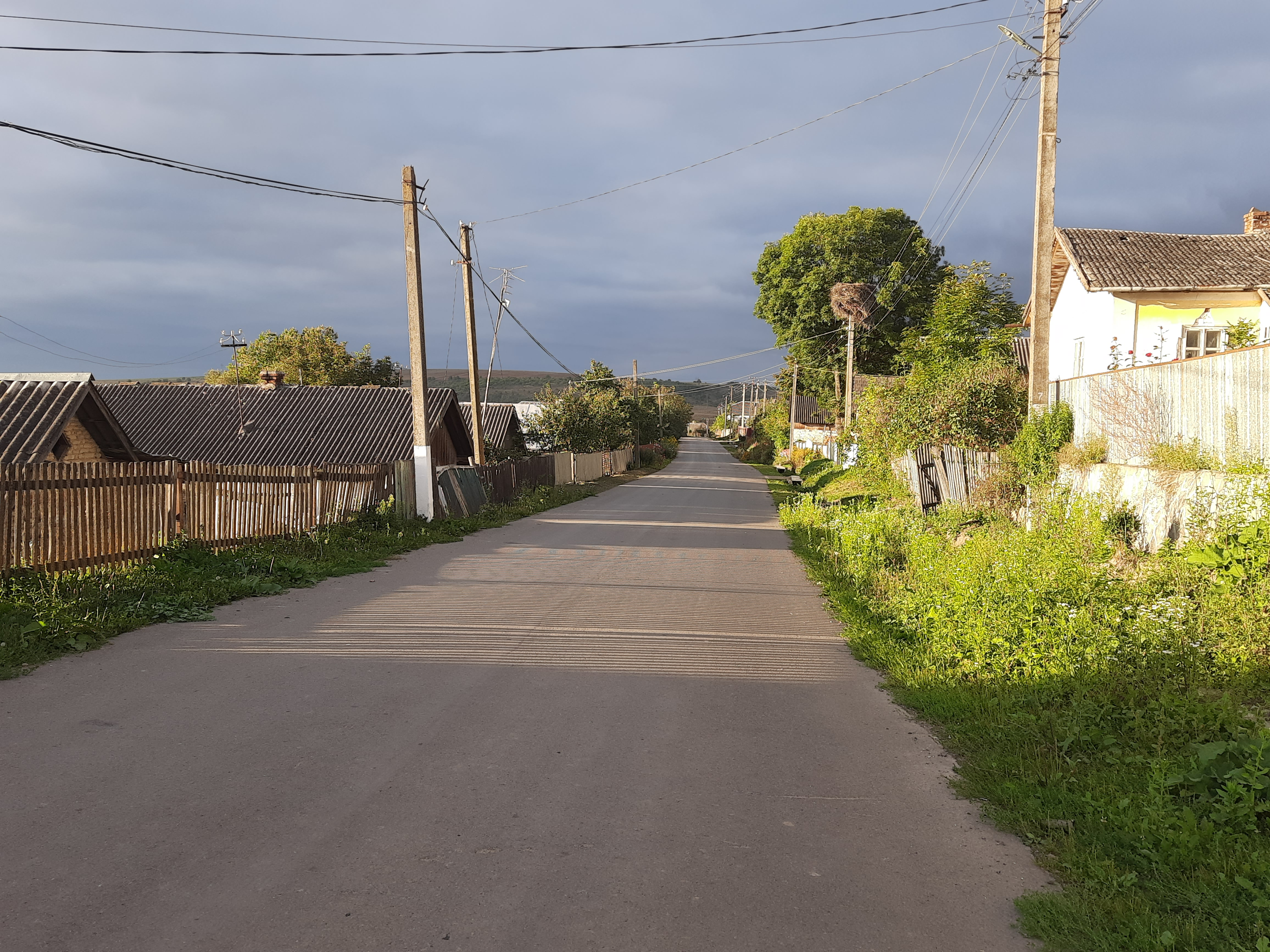
Сільська вулиця
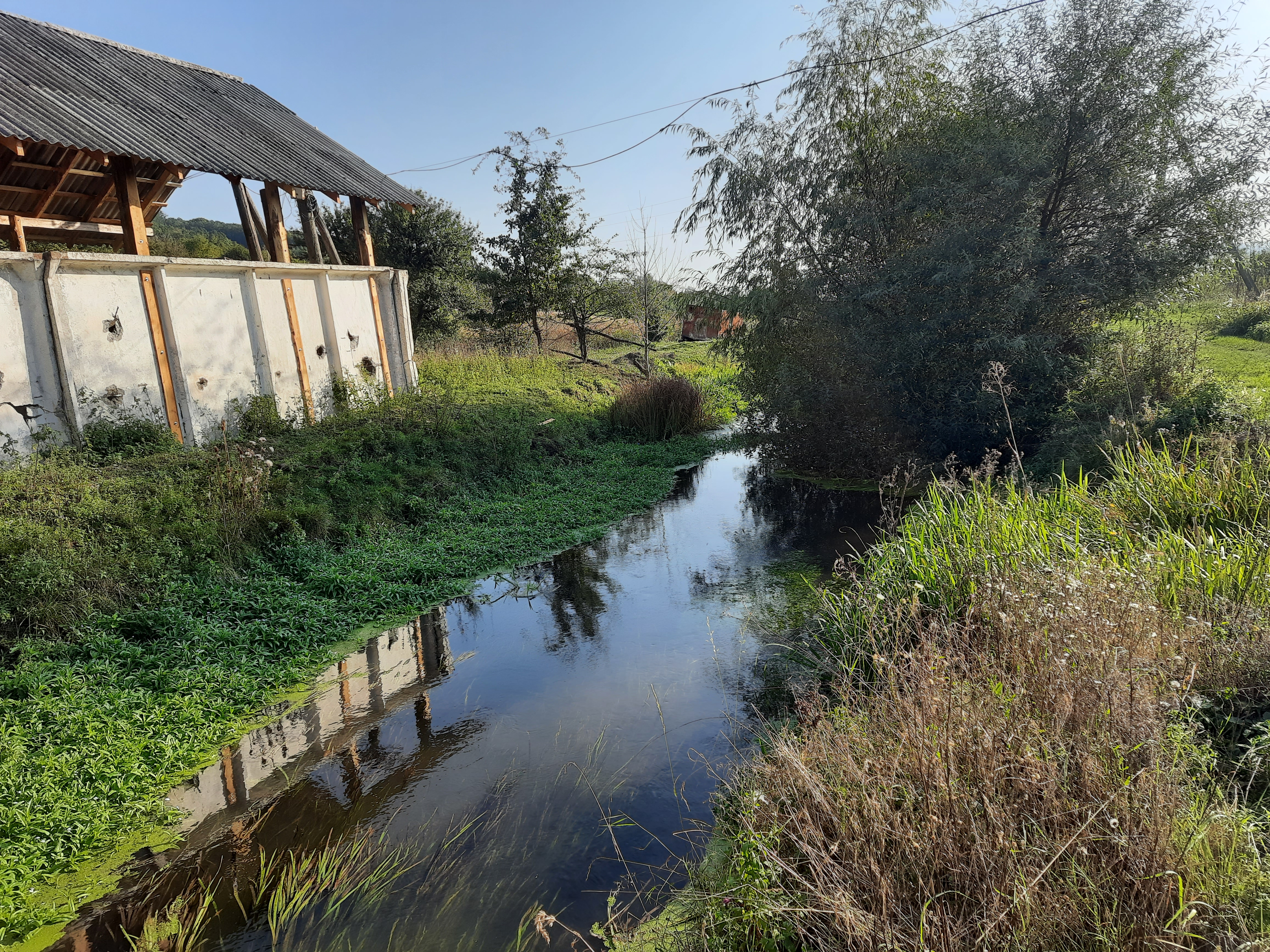
Сільський пейзаж